# Алекс Лерман
Алекс Лерман (Луцкевич Александр Юрьевич) — советский, украинский художник. Участник многих международных выставок.
Алекс Лерман родился 3 октября 1960 в городе Киеве в семье художников. Отец Луцкевич Юрий Павлович (1934—2001) советско-украинский художник. Мать Зоя Лерман(1934—2014) известная украинская художница-живописец, педагог, график. Участница многих всесоюзных выставок.
Алекс Лерман в 1985 году окончил Киевский Государственный Художественный Институт имени Т.Шевченко. Принимал участие в различных творческих проектах. Писал портреты многих видных общественных деятелей Украины и Советского Союза. По заказу английского посольства в Украине писал портрет Королевы Англии. Член Союза Художников Украины. Стиль работы — романтический
абстрактный реализм.

## Выставки
1985 — Украина, Киев. «Спорт в искусстве и произведениях художников», Союз Художников.
1987- Украина, Киев. «Всесоюзная весенняя выставка», Союз Художников.
1988 — Украина, Киев. «Натюрморт в украинском искусстве», Союз Художников.
1991 — Украина, Дания, Киев-Оденсе. «21 взгляд».
1999 — Украина. Аукцион в поддержку Музея Украинского искусства. 2001 — Украина, Киев. Аукцион произведений «Серебряный след» (каталог), Музей Медицины. 2001 — Германия, Аугсбург. Персональная выставка в галерее «Tollkuhn». 2007 — Германия, Аугсбург. Участие в группе 9-ти в выставке в «Noah galerie»,Museum Walter.

## Его работы находятся
В публичных коллекциях: Министерство Культуры Украины, Союз Художников Украины, Компания DTZ Immobilien (Киев), British Petroleum, Den-Danske Bank, Odense Odense Commune art collection CradoBank collection Igor Dychenko museum collection, a также в частных коллекциях.

## Творчество
Самые известные работы Алекса Лермана «Портрет Анастасии Бабех», «Крешатик», «Амальфитанское побережье» (Находятся в частных коллекциях.)
Алекс Лерман находится в творческом союзе с Ириной Худиной, которая работала вместе с известным украинским художником Николаем Глущенко. Алекс Лерман сотрудничал с художницей Татьяной Яблонской, дружил с академиком Матве́м Ганапо́льским

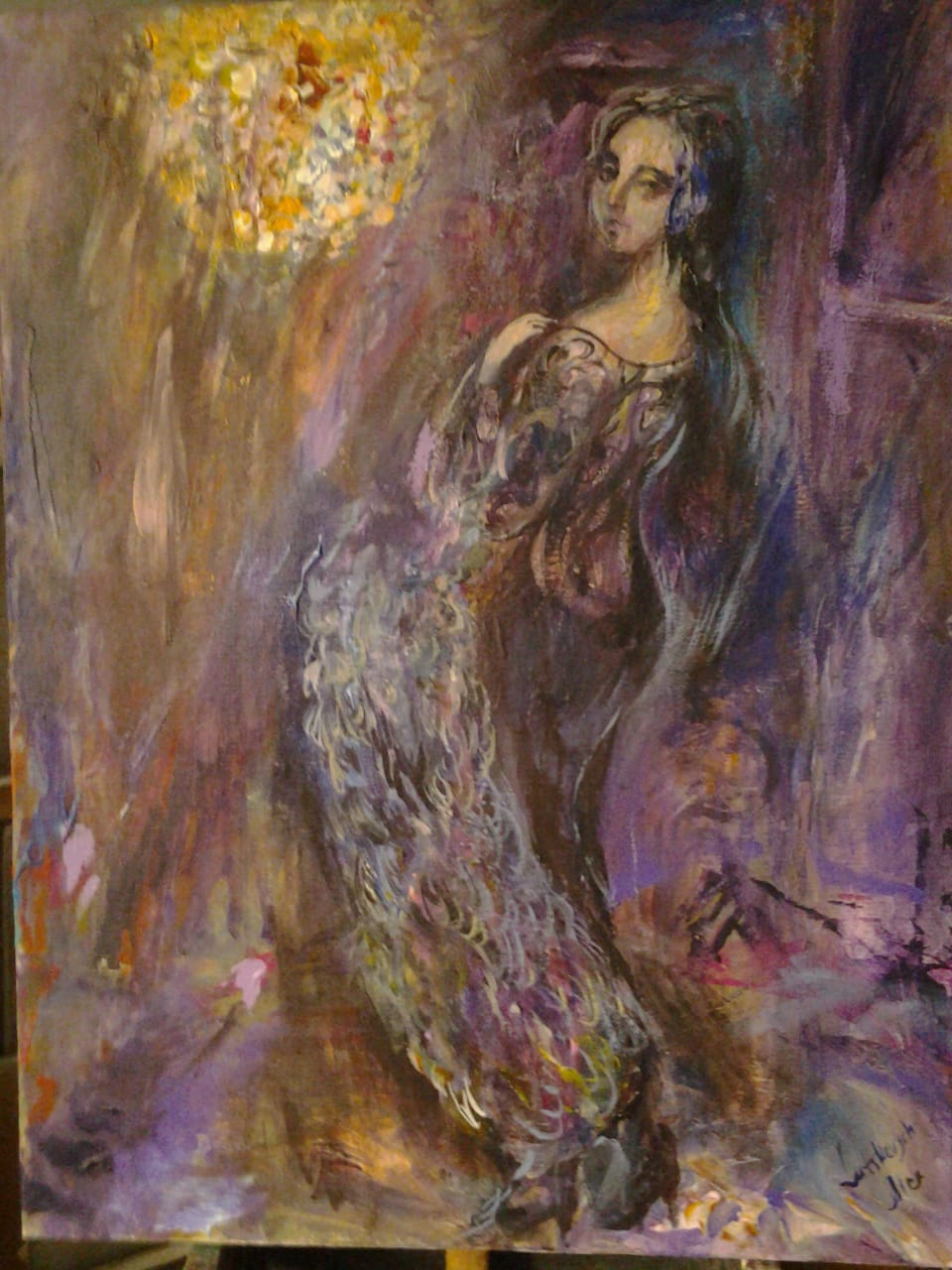
Портрет Анастасии Бабех

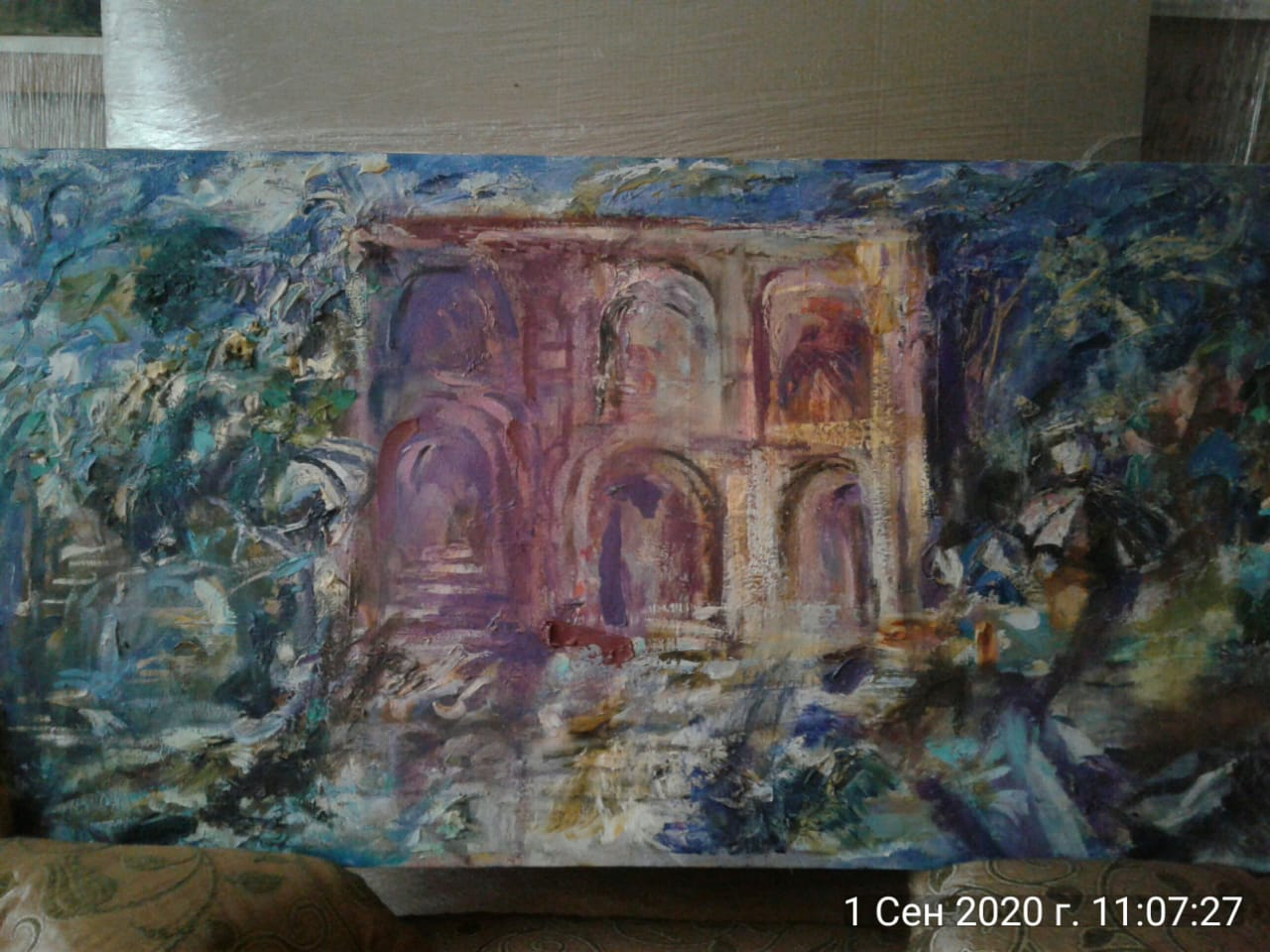
Costerira Amalifana

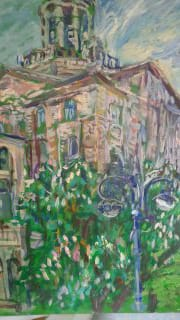
Kreshatik